# Olga Medvedtseva
Olga Valerijevna Medvedtseva (Russisch: Ольга Валерьевна Пылёва), geboren als Olga Pyljova (Russisch: Ольга Пылёва) (Krasnojarsk, 7 juli 1975), is een Russisch langlaufster en biatlete. Ze is getrouwd met Valeri Medvedtsev die tijdens de Olympische Winterspelen 1992 eveneens in het biatlon olympisch kampioen werd.
In het begin van haar carrière deed Pyljova alleen aan langlaufen, maar in 1998 combineerde ze dit met biatlon, om uiteindelijk het langlaufen te laten vallen en zich geheel te concentreren op het biatlon. Dankzij deze overstap maakte ze geleidelijk de sprong naar de wereldtop.
Met de Russische estafetteploeg behaalde ze in 2000 haar eerste medaille, het was meteen een gouden en leverde haar tevens de titel wereldkampioen op. Een jaar later konden de Russische dames hun prestatie uit 2000 evenaren en opnieuw wereldkampioen worden. Voor Pyljova braken gouden tijden aan en zij kwalificeerde zich in het Russisch team dat uitgezonden werd naar de Olympische Winterspelen 2002 in Salt Lake City. Hier werd de estafetteploeg, gezien de resultaten in de voorgaande jaren verrassend derde, maar streek ze wel haar eerste olympische medaille op. Tijdens diezelfde Spelen werd Pyljova olympisch kampioene door de achtervolgingswedstrijd winnend af te sluiten.
In 2004 mocht Pyljova zich opnieuw wereldkampioene noemen toen zij bij het WK de individuele wedstrijd op haar naam wist te schrijven. Met de estafetteploeg behaalde ze in datzelfde jaar een zilveren medaille. 2005 werd een succesjaar toen ze zowel op de damesestafette als de allereerste gemixte estafette wereldkampioene werd. Daar voegde ze verder nog een bronzen medaille op de massastart aan toe om zich vervolgens te richten op de Olympische Winterspelen 2006.
Tijdens die Winterspelen viel Pyljova meteen in de prijzen door in de eerste wedstrijd, de individuele wedstrijd over 15 kilometer achter haar landgenote Svetlana Isjmoeratova het zilver op te eisen. Zij moest enkele dagen later echter haar medaille alweer inleveren. Pyljova bleek bij de dopingtest positief te testen op het middel carfedon en werd daarom geschrapt uit de uitslag, verbannen van de Spelen en tevens voor twee jaar geschorst. Pyljova bekende niet te weten het middel ingenomen te hebben, maar besefte tevens dat het voorval het einde betekende van haar sportieve loopbaan. Ze besloot dan ook per direct te stoppen en zich te richten op haar toekomst met haar man en haar dochter.
In februari 2008 maakte ze na een dopingschorsing haar comeback.